# ドイツ人
ドイツ人（ドイツじん、独: Deutsche）は、ドイツを中心としてヨーロッパに分布する住民の定義である。文脈により以下の三つの定義を有する。
- ドイツ連邦共和国（あるいは歴史上のドイツ国、ドイツ民主共和国、西ベルリン）の国民、国籍保有者、またはそれに準ずる人。過去においては「ドイツ人の神聖ローマ帝国」「ドイツ連邦」（現在のドイツ連邦共和国とは異なる）「ドイツ帝国」と称する国家は存在したが、たとえば前二者の盟主であったオーストリアや、初期に属したスイス、ルクセンブルク、リヒテンシュタインなどの国民は、ここからは外して二番目（出自によっては三番目）の定義で考えられることが多い。また、神聖ローマ帝国に長年属したが民族的に異なりドイツ語もほぼ放棄したチェコ、スロベニアなどの国民はいずれの定義においてもドイツ人とは呼ばれない（特にチェコのプラハには神聖ローマ帝国の首都が二度置かれた）。
- ドイツ民族（ドイツみんぞく）に帰属すると考えている、または考えられている人。
- ドイツ語を母語とする人。

## 「国民」としてのドイツ人
「ドイツ」を自称する国家の国籍を保有する人（国民）。現代においては、ドイツ連邦共和国の国籍を保有する場合を指すのが一般的である。この場合の「ドイツ人」は帰化した他国人･他民族も内包するために、民族主義的なドイツ人からは否定的に取られやすい。一方でドイツ統一の中心となったプロイセン王国のあったベルリンを中心とする「ブランデンブルク地域」は、西スラヴ系のポーランド人及びソルブ人とカシューブ人との雑居地であり、同王国では多くの「ポーランド系」プロイセン人が活躍（戦争論で著名なクラウゼヴィッツもポーランド系である）した。彼らの多くはポーランド系ドイツ人として独自のアイデンティティを残しながらも国籍を取得しており、そういう意味では帰化人の存在自体はドイツにおいて珍しい存在ではないと言える。また、フランス王国から迫害されて、ドイツに逃れてプロイセン王国のフリードリヒ2世に受け入れられ帰化し、ベルリンやフランクフルトなどに定住したユグノー派（カルヴァン派）のフランス系の人々も、「国民」としてのドイツ人に該当する。
このようにドイツの国籍保持者には、西スラヴ語群のソルブ語を話す少数民族であるソルブ人（例：元サッカー選手のミヒャエル・バラック）や、ポーランド系（代表的なのは、元サッカードイツ代表のエースであるミロスラフ・クローゼ、ルーカス・ポドルスキ、ピエール・リトバルスキーなど）、デンマーク系、オランダ系（ベートーヴェンなど）、フランス系のユグノーの子孫（東ドイツ最後の首相ロタール・デメジエールやドイツ連邦軍総監ウルリッヒ・デメジエールらを輩出したデメジエール家など）、ナチスによるホロコーストの影響で数は減ったがユダヤ人（例：フェリックス・メンデルスゾーン、ハインリヒ・ハイネなど。数千年の混血を経たユダヤ教徒を人種的にドイツ人と区別する考え方は否定されているが、ドイツ人と異なる民族集団として独自のアイデンティティを築いてきた）などがおり、国籍は有していない者が多いがトルコ人（例：サッカー選手のイルハン・マンシズ）など様々な民族が居住している。

## 「民族」としてのドイツ人

### 歴史

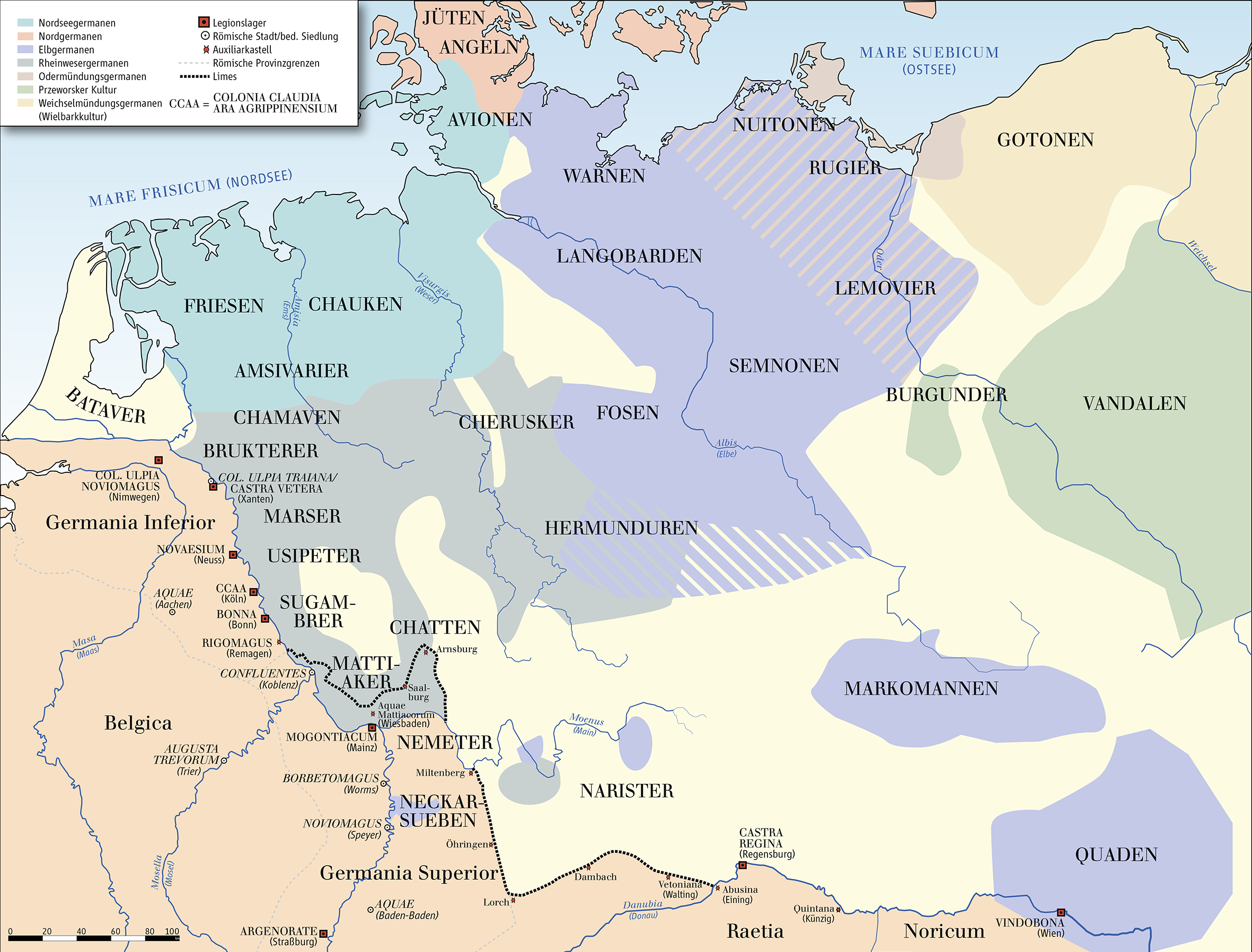
古代ゲルマニア

領邦国家時代

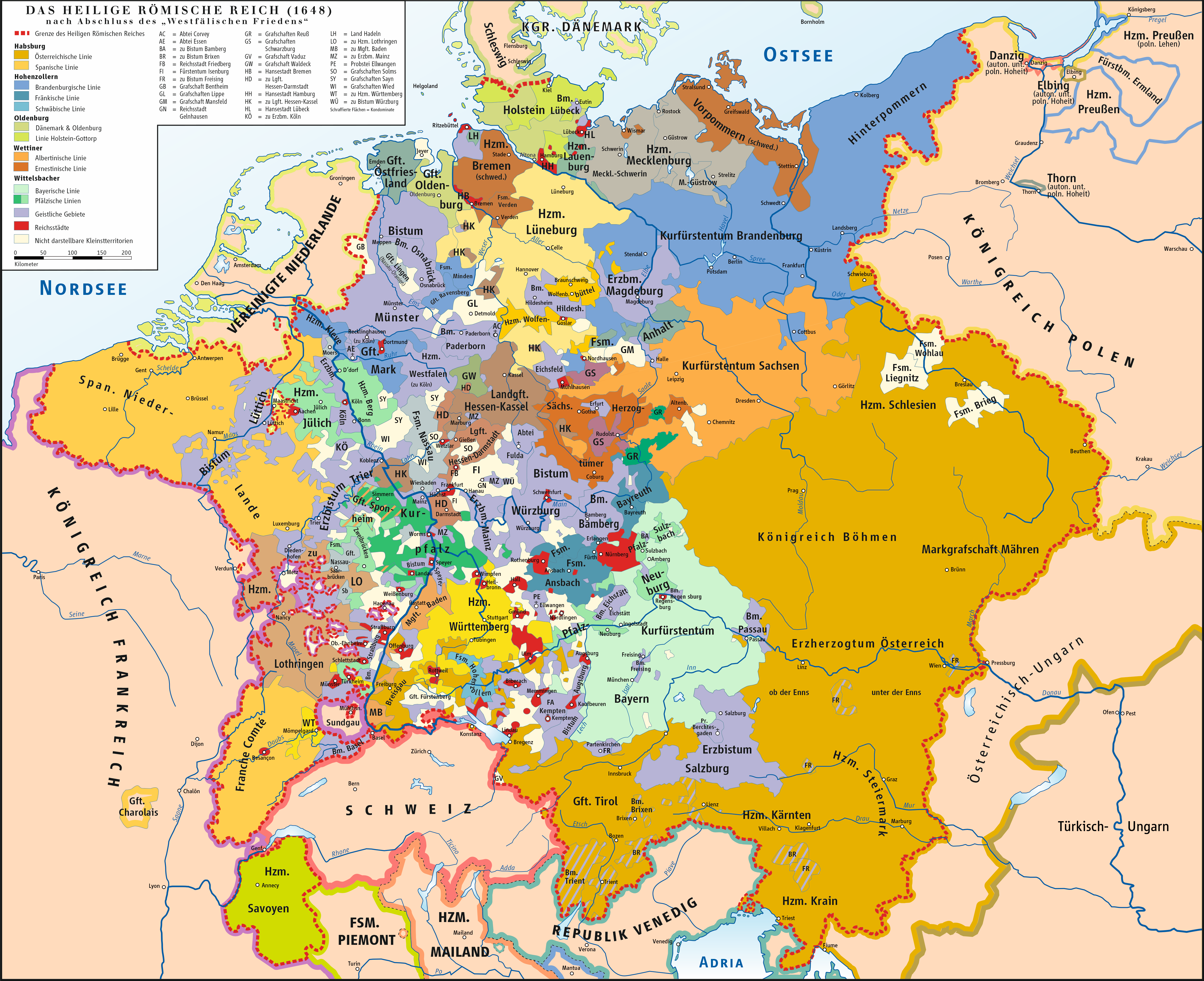
ヴェストファーレン体制

そもそも「ドイツの歴史」（ドイツ史）について語る時、しばしばドイツ史の「ドイツ」が何を意味するのかが議論となる。それは語源についての話題ではなく、ドイツ地方の歴史という意味なのか、ドイツ人の歴史という意味なのかという事についての議論である。
前者の場合はドイツ地方はその領域が未だに確定されていない不安定な物に過ぎない（直近の例では東ドイツの統合が挙げられる）点や、ドイツ人の存在を必ずしも前提とする必要がない以上、古代ゲルマニアの諸民族から今日のドイツ住民について記述する事も可能となってしまい、ドイツ民族のアイデンティティに支障が生じる点で物議を醸してしまう。しかしドイツ人の歴史と銘打ったところで「文化集団としてのドイツ人」が形成されたのはせいぜい15世紀･16世紀からの事でしかないし、更にそこに「国民意識を持った」という前提を加えれば19世紀からの歴史しか記載できないことになってしまう。「ドイツ人、それがどこにいるのか私にはわからない」（ヨハン・ヴォルフガング・フォン・ゲーテ）、あるいは「我々をドイツ人として纏めようとする事は無駄な努力である」（フリードリヒ・フォン・シラー）という言葉が象徴していると伝わる。
また、オーストリアの著名な音楽家のフランツ・シューベルトはチェコ西部モラビア地方のドイツ系モラビア人の家系で、ハンガリーのフランツ・リストはオーストリアとハンガリーの国境にあるライディング出身のドイツ系ハンガリー人（オーストリア系ハンガリー人）である。
こうした問題点については多かれ少なかれ他の欧州主要民族にも言えることではあるが、取り分けドイツは地方としての領域が近代以降も変動を続けているという点で、他国よりも複雑な事情を抱えている。
ドイツ系民族は他のヨーロッパ人と同じく様々な民族が入り混じって形成された民族である。特にドイツ東部、バイエルン州の住民はゲルマン人を基盤としながらもケルト人やスラヴ人と複雑に混血してる。ベルリン、ドレスデン、ライプツィヒ、リューベックなどの都市名はスラヴ語に起源を持ち、ドイツ東部やバイエルン州は歴史的に見てもケルト人やスラヴ人との関わりが強い。

#### 古代ゲルマニア
「民族としてのドイツ人」を定義づけるのは至難である。それはドイツが単一民族による統一国家を持ったことがない、また国境線が第二次世界大戦のすぐ後まで頻繁に変更されてきたこと、あるいはヨーロッパにあっては人の移動は比較的簡易、自由であるなどの理由による。そもそもドイツ民族という概念自体が比較的近年になって形成された物であり、中世自体の時点では単に「ドイツ人」はドイツ地方に住む人間の総称でしかなかった。古代の時点においてはドイツ（ローマからはゲルマニアと呼ばれた）の住人は複数の小規模な民族（部族）に分かれていて盛んに争っていた（ゲルマン人を参照）。
50以上の勢力に分かれていた彼らはいずれも独自の文字を持っていなかったので、その存在は他者（概ねギリシャ人やローマ人）の記述以外に知る方法は無い。その為、ゲルマニアの諸民族は客観性を欠く、偏見やイメージの先行する理解のされ方をしてきた。ゲルマニアの住民が単一の集団と見なされたり、身体的特徴が強調されて伝わったのもそうした要素が背景にある。

#### フランク王国と神聖ローマ帝国
古代の終わりにフランク王国により、ローマ亡き後のヨーロッパが統一される。フランク族は今日的に言う所の多民族の共同体で、母胎とされるゲルマン系民族の他にもスラブ系・ケルト系・ラテン系に属する様々な住民グループを統合して勢力を伸ばした。異民族を同胞として吸収していくという部分は、ラテン人を中核としつつも様々な勢力を同化していったローマ帝国に似通っており、彼らはキリスト教を共通の価値観とする事で欧州を再度統合しようと試みた。その過程で非キリスト教徒であったゲルマン系民族のザクセン人とバイエルン人は激しく抵抗したが、カール大帝率いるフランク軍はザクセン人を大量に虐殺することでこれを鎮めた。こうした点からも古代ゲルマニアの住民が文化的･民族的に一枚岩でなかったこと、そしてフランク族が特定の文化グループに拘らないコスモポリタン的な思想を抱いていた事がうかがえる。
フランク王国が僅かな統治期間で分裂･消滅すると、その後裔国の一つである東フランク王国がゲルマニアを支配するようになる。東フランクは名を神聖ローマ帝国に改め（より正確には君主号を「神聖なる皇帝（アウグストゥス）」から「神聖なるローマ人の皇帝」とした）、フランク帝国の果たせなかった世界帝国の再建を目指して国内の諸民族を押さえつけつつ、積極的な対外戦争に打って出た。しかし帝国はオットー2世の代にシチリアのイスラム帝国との戦いに敗れるなどイタリア遠征で敗北を繰り返し、またバルトスラブ人の蜂起などの反乱運動に忙殺され次第にその権威を失っていく。当時の帝国はかつてフランク人に弾圧された地方民族であるザクセン人の大公家が支配しており（ザクセン朝）、彼らはザクセン人としての立場をかなぐり捨ててまでローマという世界帝国の再建を目指したが、オットー3世の代にはローマを訪れた際に地元貴族による反乱に直面する。
この時、オットー3世は「汝らは余のローマ人ではないのか（中略）…余は汝らの為にドイツ人もザクセン人も捨て、余の血を拒絶したのだ」と、各民族の対立の深さを嘆いたと言われる。この際用いられた「ドイツ人」は民族を指す用語ではなく、単に「（ドイツ地方の）民衆語」を話す人々という意味であった。こうした用法は9世紀ごろにイタリアの知識人層で使われ、後に東フランク人を指す言葉に転じたが、中世時代を通してあまり一般的な用法ではなかった。
その後、帝国は各地の有力者に権利が分散され、住民の郷土愛を後ろ盾にした領邦国家からなる「連邦」へと弱体化した。この領邦国家時代はドイツ地方の歴史で最も長く、ドイツの人間は中世時代の殆どをこの体制の下で暮らし、三十年戦争とその後のナポレオン戦争で連合としての帝国すら崩壊するまで続いた。

#### ドイツ帝国

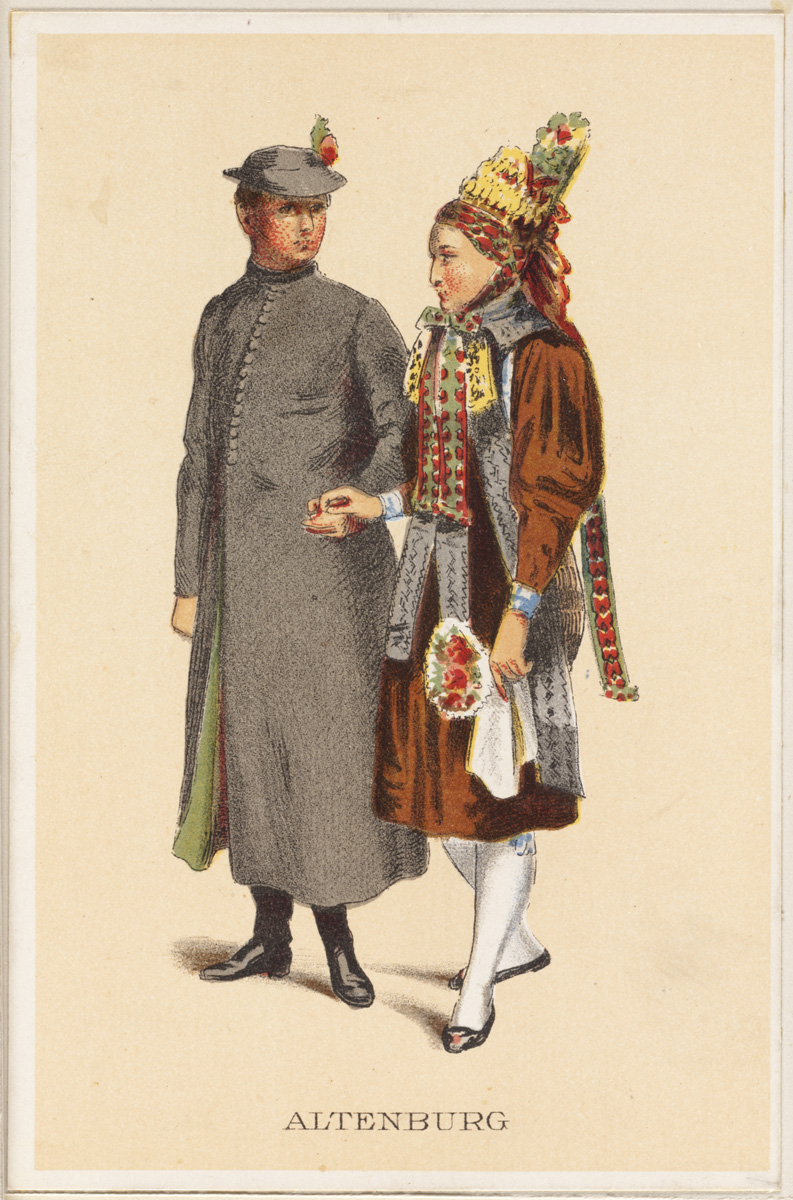
ドイツ人農民の民族衣装。19世紀

近代に入って欧州各地で民族主義の元に各地域を統合しようとする運動が過熱すると、ドイツでも三十年戦争などの教訓から地域の統合が必要であるとする論が広がり、その原動力としてドイツ地方の人間を取りまとめる「ドイツ民族（ドイツ語: Deutsches Volk）」の概念が形成された。自由主義者がドイツの統合を目指して開催した1848年のフランクフルト国民議会ではドイツに住む非ドイツ民族はドイツ人かという問題が大きなテーマの一つとなった。
一方で領邦時代に確立された各地方の郷土愛は完全には消えず、領邦国家は既にそれぞれの国民意識を育て国民国家へと発展しつつあった。ドイツ系諸民族には文化的・政治的疎隔が大きく、ヨアヒム・ハインリヒ・カンペに、統一された「ドイツ民族（Deutsches Volk）」は未だ存在せず、「ドイツ語: völkerschaft（諸民族体）」が存在するのみであると言わしめた。
民意も含め統一を果たしたのは前述のプロイセン王国で、一種の開拓団として東欧の地に入植し、地元民と同化していた彼らは地理的にも文化的にドイツから大きく離れた位置に居た。統一の立役者で、ドイツ帝国の初代首相となったビスマルクは民族主義の元、また強力な統一国家として周辺国に対抗するために「国家」としての統一を進めたが、民族的な統一を強制する事はなかった。彼が目指したのはドイツ地方の諸民族･諸国家が緩やかな連合として信頼を寄せていた中期～後期の神聖ローマ帝国であり、「帝国」としての中央集権的な体裁を整えながらも、実態としては領邦国家の存続を認めた連邦制国家であった。ビスマルクらによる国作りがドイツ地方全体の経済や威信を向上させた為、多くのドイツ人は「国家としてのドイツ人」としての立ち位置に有用性を認め、国家に忠誠を誓った。しかし統一の原動力となったドイツ民族意識は国家主義者を除けば余り深く浸透したとは言い難く、取り分けバイエルン人は連邦制にすら満足せずに度々反旗を翻し、公然とバイエルン語をドイツ語の方言ではなく「別言語」だと主張していた。

#### ヴァイマル共和国
第一次世界大戦でドイツ帝国が敗戦すると、帝国は解体され新たにヴァイマル共和国が樹立される。ヴァイマル政府は帝国という建前すらも無くなった状況下で盛んに分権を進め、地方政府はそれまで以上に強大な権限を有するようになった。しかし肝心の国家運営自体は巨額の賠償金や極右･極左双方との対立による政治的混乱から暗礁に乗り上げていた。混乱はフランス軍によるルール占領で頂点に達し、特にバイエルン州では独立論者にして保守政治家でもあったグスタフ・フォン・カールが中央政府の対外政策を弱腰と非難し、首相命令を無視して独自の政治行動を取る状態に陥った。ドイツから分離すべきと考えていたバイエルンの右翼勢力の不満が、中央政府の左翼的な政策への不満を呼び水として表面化した事で起きたこの事件は、同州に駐屯するドイツ国防軍部隊までもが呼応してバイエルン国防軍と名を改めるなど深刻な状況へと進展していった。この頃、後世で最も強硬なドイツの民族主義･国家主義勢力と評される事の多いナチスはバイエルンの一地方政党に過ぎず、右翼としての立場からカールの路線と共闘していたが、ヒトラーの大ドイツ主義とカールのバイエルン民族主義は根本的に相容れない概念であった。
カールら独立派からなる州政府は、「バイエルン独立」と「中央政府の刷新」を同時に達成すべく、バイエルン軍がベルリンを占領する事で強硬派に政権を与え、その見返りとしてバイエルン独立を承認させる計画を実行しようとしていた。だがヒトラーは中央政府を強硬派に塗り替える事には同意したが、バイエルン独立についてはドイツ統一を揺るがす行為であると恐れ、カールらを説得しようと幹部の集まるビアホールを占拠し、大ドイツ主義的な革命への賛同を求めた。不意を突かれて突撃隊に拘束されていた手前、カールらは一端は従う素振りを見せたが後に集会場から脱出し、バイエルン軍と警察隊を動員して逆にナチスを鎮圧した（ミュンヘン一揆）。このバイエルン民族主義と大ドイツ主義、急進的左派と急進的右派が複雑に入り乱れた騒乱は、ドイツ国民が一枚岩では無い事を示した一件でもあった。

#### ナチスによるドイツ人の定義
ナチズムの人種論の先駆者とされるハンス・ギュンターは、1922年に著した「ドイツ民族の人種学」において、19世紀以降多く見られた人種と民族の混同を批判し、「ゲルマン人種」や「アーリア人」といった名称を否定していた。ギュンターはドイツ人が北方人種等複数のヨーロッパ人種の混血の産物であるとしながらも、ドイツ性の本質は北方人種の血によって規定されているとした。このため最も優れた北方人種の血をドイツ民族に取り入れ、保存するべきであると唱えた。ギュンターの書籍は爆発的に売れ、ナチス・ドイツ政権下でも大いに読まれた。ナチズムにおけるドイツ人の定義はこれらから大きく外れた物ではなく、北方人種の精神性を受け継ぐ「種と運命の同質性に立脚する」民族共同体として定義された。
ナチス・ドイツ時代においては民族ドイツ人（ドイツ語: Volksdeutsche）という用語が出現した。これはドイツの市民権を持つドイツ人を指す帝国ドイツ人（ドイツ語: Reichsdeutsche）とは異なり、1937年以前にドイツとオーストリアの国外に居住していた、ドイツ系とその類縁の血を持つ人種概念であった。この概念による「民族ドイツ人」はドイツ国外に多数存在しており、ベッサラビア（現在のルーマニア・モルドバ）やヴォルィーニ（現在のウクライナ）にも定住していた。独ソ戦の最中行われた東部総合計画やポーランド総督府による東方植民政策には、こうした「民族ドイツ人」が動員され、戦後にはドイツ人追放の憂き目にあった。
全体主義の体系的研究で知られる政治学者のハンナ・アーレントは、ナチズムが最も強く志向したのは民族主義ではなく人種主義であったとしている。アーレントは人種主義は民族主義と全く主旨の異なる概念であるばかりかむしろ対立する事の多い概念だと指摘しており、実際にヒトラーの腹心として人種政策の陣頭指揮を執ったハインリヒ・ヒムラーは「大ゲルマン帝国」なるものを夢想し、ドイツ人はその中で主導的な役割を果たすものだと考えていた。これはヒムラー特有の認識ではなく親衛隊全体の認識と言った方が正しく、占領地オランダの高等弁務官を務めたザイス・インクヴァルトは「（大ゲルマン帝国は）ドイツ国民国家理念の実現ではなく、人種全体のために形成される秩序である」と発言している。

#### 現代のドイツ人
その上で、細部をごまかしつつも、なお新旧ドイツ国家、ドイツ語、およびそれらに長くかかわってきた血筋といった漠然としたイメージの総体が「ドイツ人」と呼ばれている。それは他の国々と同様であるが、特にドイツ語の比重が大きい点（ほぼドイツ民族でしか母語化しなかった。その点日本語と立場が似ている）、国家の領域がまったく安定していない（現在の版図は十数年の歴史しか持たず、六百年間ドイツ国家の枢要を担ったオーストリアはその中に含まれていない）点が大きな特徴といえるだろう。
ドイツ人追放以後、東欧におけるドイツ人の人口は激減したが、現在でもポーランドに153,000人、ハンガリーに132,000人、ルーマニアに37,000人、チェコに19,000人、スロヴァキアに6,000人、セルビアに4,000人のドイツ人が存在し、各国における少数民族となっている。
外国におけるドイツ人像は、オーストリアやスイスを含めた同言語同民族で捉えられがちな傾向がある。金髪碧眼、長身、男性の場合はオールバックを好む、といった容姿や几帳面さがステレオタイプなドイツ人として語られがちだが、実際は金髪の比率は南欧よりは高いものの北欧よりは低く、特に南ドイツは低い。

## 「ドイツ語話者」としてのドイツ人
もともと、ドイツ人は自らのことを"Teutsch"（トイチュ）と呼んでいた。これは「民衆 (Volk) 」の意である。しかし、南方の古代ローマ人はこのトイチュ人を「ゲルマン人」と呼称していた（古くはチュートン族（テウトニー族）が語源であるとする説もあったが、現在では棄却されている）。これが現在の英語のGermanに相当する。初めて紹介された"聖書"の記述によるゲルマン人は、不名誉にも、「争いを好む民」を意味する「ゲルマニア」なのである。また、オランダのことを英語で「ダッチ」と表現するが、これはもともとトイチュが訛った表現であり、オランダが「ドイツ」地域に含まれている時代にイギリスにて広まった、侮蔑を含む語句である。
通常「ドイツ民族」と言われる、ドイツ語を母語とするゲルマン系住民はドイツのほか、オーストリア国民、リヒテンシュタインの国民の大半、スイス国民の七割がそうであり、イタリアの南チロル地方の住民、ベルギー国民の一部もそうである。また、フランス語化が進行しているとはいえ、ルクセンブルク国民、フランス東部のアルザスとロレーヌの住民も基本的にはドイツ系である。18世紀以降エカチェリーナ2世の招きでロシアに移住したドイツ人（ヴォルガ・ドイツ人）も多く、第二次世界大戦前にはヴォルガ河畔にヴォルガ・ドイツ自治共和国を築いたが、大戦勃発後にカザフスタンなどに強制移住させられた。旧ソヴィエト連邦内に住むドイツ系住民は200万人近くいると推定されている。しかしソ連崩壊後、旧ソ連各国で民族主義が台頭し、ドイツ系住民は迫害されて祖国ドイツへ帰国する人も増えている。しかし同じ民族ながら（標準）ドイツ語を解さないドイツ人として新たな難民問題となっている。
ドイツ国民以外の人々を「ドイツ人」と呼べるかどうかは微妙なところである。特にオーストリアは約600年間ドイツ国家である神聖ローマ帝国の中枢であったため、自らをドイツ人の主流とみなす考え方が根強かった。また、神聖ローマ帝国内の地方自治制度（郡制度）が確立した1512年より神聖ローマ帝国は「ドイツ人の神聖ローマ帝国(Heiliges Römisches Reich Deutscher Nation)」と呼ばれてきた。このため、ハプスブルク家による帝政の崩壊後の一時期は「ドイツ・オーストリア共和国(Republik Deutschösterreich)」という国号を使用していた（国号は短期間だったが、国歌の「ドイツ人の国オーストリア」という歌詞は十数年用いられ続けた）ほどで、オーストリア第一共和国時代は左派・右派を問わずドイツとの合併を望む声が強かった。オーストリア人アドルフ・ヒトラーによるオーストリア併合はこれを背景にしているが、併合後二流市民扱いされ、連合軍の爆撃などで惨憺たる目にあったオーストリア国民は、ナチスの崩壊後、ドイツ人とは異なるオーストリア人という意識が強くなっている。オーストリア民族という概念は根拠薄弱であり、本来イギリスや北欧も包括するゲルマン民族という言葉も漠然としすぎているため、なおドイツ人という言葉にこだわる人も一部にいる。近年の右派連立政権に加わっていた右翼政党はそうしたドイツ民族主義者の流れを汲んでいる。
「ドイツ」のアイデンティティは意識の上でも歴史の上でも、まずドイツ語、次いでこれを話すドイツ民族、最後にそれらを統べるドイツ国家という順序をたどる傾向がある。特にアフリカや新大陸、ユーラシア大陸など世界中に広く拡散した英語やフランス語、スペイン語、ロシア語等とは異なり、第一次世界大戦の敗戦によりドイツ植民地帝国が潰えたことから域外に定着するに至らず、ドイツ語がほぼドイツ周辺の同民族にまとまっているだけに、この三者の結びつきは強い。ほとんど民族的共通性のない英語圏やスペイン語圏、ロシア語圏、地域的連続性に欠けるフランス語圏とは明らかに事情が異なる。オーストリアが近年ふたたびドイツ民族主義に傾斜しているのは、EUという連合国家の傘のもとでの「ドイツ人（ドイツ語使用者）」というまとまりが強く意識され始めたためともいえる。それだけにEU未加盟で、なおかつ大部分がドイツ語圏にふくまれるスイスの立場は微妙である。
なお、中欧や東欧の地名の中には「ニェメツキー～ Německý-」「ネーメト～ Német-」という前置きを持つ地名がある。意味は、「（中欧や東欧の原住民である）われわれ（スラヴ人）の言語（スラヴ語）が話せない唖（おし）の人々（つまりドイツ人）の～」という意味である。これらの町はドイツ人によって作られたか、ドイツ人が多かったため、同じ名前の隣町と区別するためである。
ちなみに、ロシア語では「民族的な意味でのドイツ人」をニミェーツキー(немецкий)と呼び、「ドイツ国民（ドイツ国籍を持つ者）」をギルマーニツ(германец)と呼ぶ。また、「ドイツ語」はニミェーツキー・イズィーク(Немецкий язык)と呼ぶ。ちなみに、アメリカの俳優レナード・ニモイのニモイ（Nimoy = немой）も「唖（おし）の」というロシア語に由来する。